# Elayadi Barbes
Elayadi Barbes è un comune dell'Algeria, situato nella provincia di Mila.